# Villelongue-de-la-Salanque
Villelongue-de-la-Salanque  (katalanisch Vilallonga de la Salanca) ist eine französische Gemeinde mit 3318 Einwohnern (Stand: 1. Januar 2022) im Département Pyrénées-Orientales in der Region Okzitanien. Sie gehört zum Arrondissement Perpignan und ist Teil des Kantons Perpignan-2. Die Einwohner werden Villelonguets genannt.

## Geografie
Villelongue-de-la-Salanque liegt in der Landschaft Salanque zwischen Perpignan und der Mittelmeerküste. Der Fluss  Têt bildet die südliche Gemeindegrenze. Umgeben wird Villelongue-de-la-Salanque von den Nachbargemeinden Torreilles im Norden, Sainte-Marie-la-Mer im Osten, Canet-en-Roussillon im Südosten, Perpignan im Süden, Bompas im Osten sowie Claira im Nordwesten.

## Bevölkerungsentwicklung
| 1962 | 1968 | 1975 | 1982 | 1990 | 1999 | 2006 | 2017 |
| ---- | ---- | ---- | ---- | ---- | ---- | ---- | ---- |
| 1540 | 1642 | 1548 | 2027 | 2139 | 2461 | 2856 | 3254 |

## Sehenswürdigkeiten
- Kirche Saint-Marcel, erbaut im 12. Jahrhundert, Glockenturm von 1508, Monument historique
- Kapelle Saint-Sébastien
- El Portalet

## Persönlichkeiten
- David Marty (* 1982), Rugbyspieler, begann seine Karriere in Villelongue